# Гродненський тролейбус
Грóдненський тролéйбус (біл. Гродзенскі тралейбус) — діюча тролейбусна система в обласному центрі Гродненської області Білорусі.

## Історія
Тролейбусний рух в місті Гродно було відкрито 5 листопада 1974 року. На площі Радянській водій першого класу П. К. Бублей включив ланцюг управління тролейбуса з написом «Піонерський». Першим маршрутом між ВО «Азот» та площею Радянською на першому тролейбусі в дорогу вирушили будівельники перших ліній з будуправління № 64 тресту № 11 («Белелектромонтаж»), що зводили перші корпуси тролейбусного управління, реконструйовували старовинні вулички Кірова і Карла Маркса, прибирали повітряну павутину електроліній, монтажники кабельних та контактних мереж, і школярі, які зібрали металобрухт для першого гродненського тролейбуса, а також перші водії на чолі з першим начальником тролейбусного управління А. П. Смирновим.
Розвиток тролейбусної мережі відбувався швидкими темпами. У 1976 році здана друга черга тролейбусних ліній. Відкрито маршрути № 2 і № 3 протяжністю 16,2 та 17 км відповідно. У 1977 році здано в експлуатацію 10,8 км контактної мережі і відкритий маршрут № 4 протяжністю 22,3 км. У 1978 році відкрито маршрути № 5 і № 6. У наступні роки кількість маршрутів зросла до 20-ти.

## Управляюча структура та характеристика
Експлуатуюча організація тролейбусної мережі в Гродно — УДП «Гродненське тролейбусне управління», якій належить єдине тролейбусне депо, що розраховане на 100 машиномісць. Розташоване за адресою: проспект Космонавтів, 66. Управління тролейбусним рухом здійснюється за допомогою GSM-навігації.
В Гродно функціонує 23 тролейбусні маршрути. Загальна протяжність в однобічному розрахунку тролейбусної лінії близько 300 км — це третя за величиною тролейбусна система в Білорусі після Мінської і Гомельської. Парк практично повністю складається з односекційних тролейбусів заводів «Белкомунмаш» і «МАЗ» (Мінськ), але є також один тролейбус моделі ЗіУ-682 (Енгельс). Системою перевозиться в середньому близько 80 мільйонів пасажирів на рік.

## Маршрути

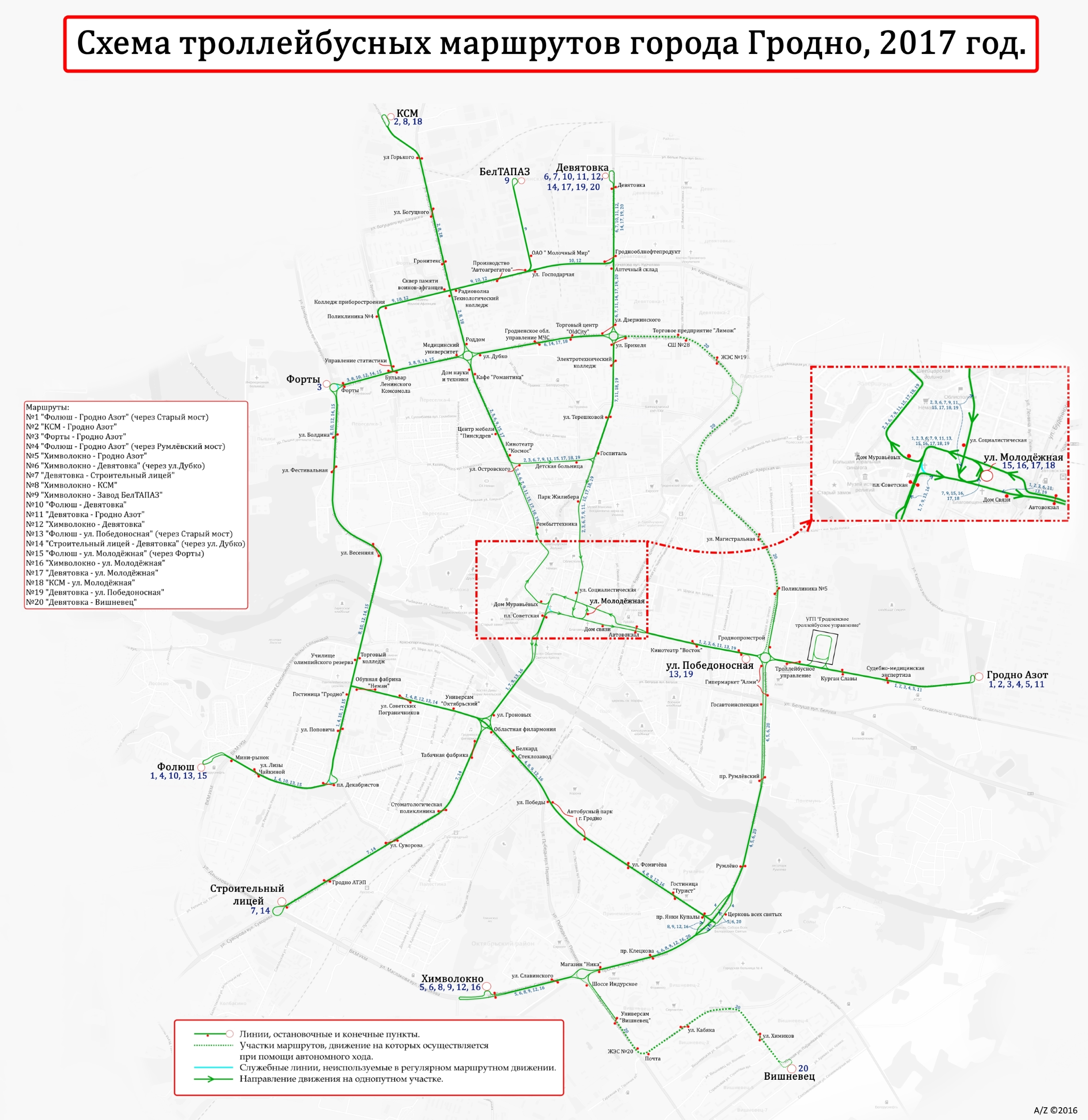
Схема тролейбусних маршрутів (2017)

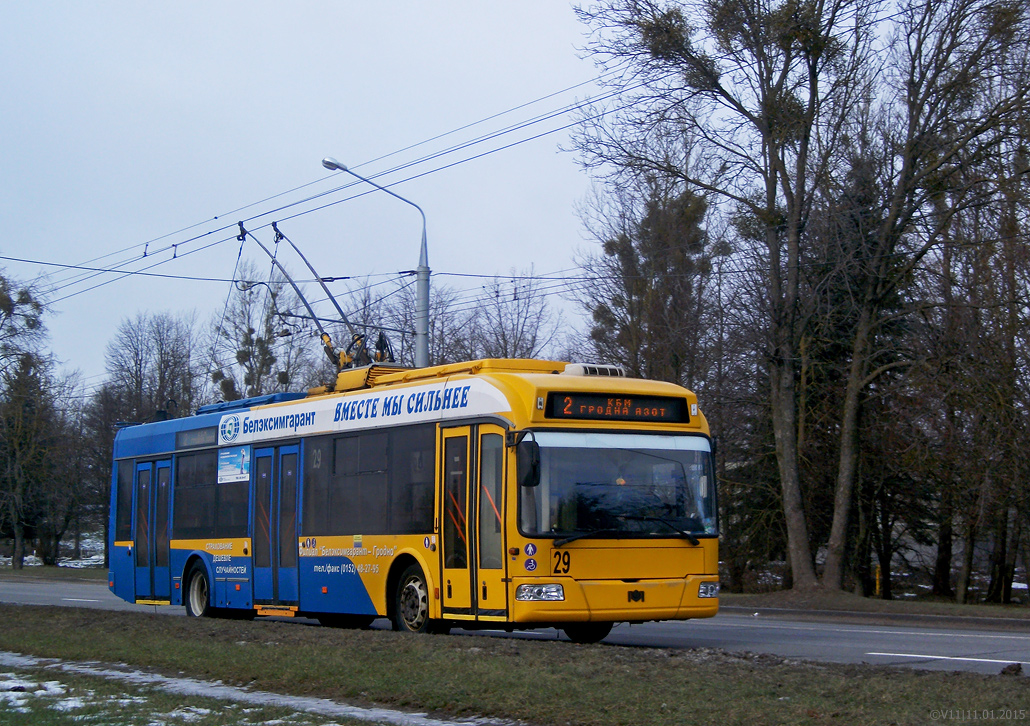
БКМ-321 № 29 на маршруті № 2

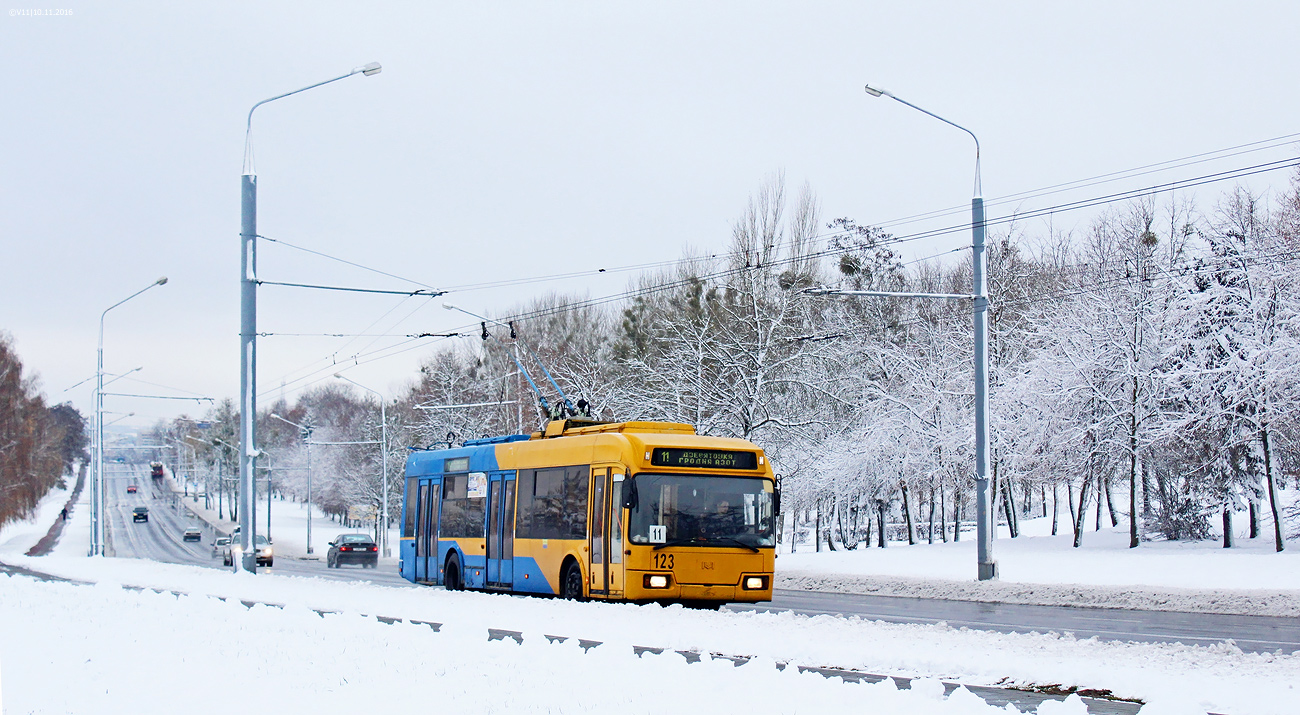
БКМ 32102 № 123 на маршруті № 11

| Перелік тролейбусних маршрутів в місті Гродно | Перелік тролейбусних маршрутів в місті Гродно | Перелік тролейбусних маршрутів в місті Гродно | Перелік тролейбусних маршрутів в місті Гродно | Перелік тролейбусних маршрутів в місті Гродно |
| №                                             | Кінцевий пункт, А                             | Кінцевий пункт, Б                             | Протяжність маршруту в один бік, км           | Примітки |
| --------------------------------------------- | --------------------------------------------- | --------------------------------------------- | --------------------------------------------- | --- |
| 1                                             | ВАТ «Гродно Азот»                             | Фолюш                                         | 9                                             | Через Старий міст, Центр, пл. Радянську |
| 2                                             | ВАТ «Гродно Азот»                             | Комбінат будівельних материалів               | 9,5                                           | * |
| 3                                             | ВАТ «Гродно Азот»                             | Форти                                         | 10                                            | * |
| 4                                             | ВАТ «Гродно Азот»                             | Фолюш                                         | 11                                            | Через Румльовський міст |
| 5                                             | ВАТ «Гродно Азот»                             | ЖК «Колбасино»                                | 10,5                                          | Відкритий 15.01.2009. Був закритий з 06.11.2019 по 15.07.2020. Рух відновлено 16.07.2020, маршрут подовдено до ЖК «Колбасино». |
| 6                                             | ЖК «Колбасино»                                | Девятівка                                     | 15,5                                          | Відкритий 01.03.2006 за маршрутом «Хімволокно — Вул. Островського». 10.12.2008 маршрут подовжено до вулиці Брикеля. 18.10.2014 маршрут № 6 «Хімволокно — вул. Брикеля» перетворений в «Хімволокно — Девятівка» і прямує в прямому напрямку: Хімволокно — вул. Дубко (без змін), далі: вул. Дзержинського — Девятівка. У зворотному напрямку: Девятівка — вул. Дзержинського — вул. Дубко — вул. Максима Горького — вул. Островського — вул. Дзержинського — вул. Соціалістична.* 01.09.2022 маршрут подовжено до ЖК «Колбасино». |
| 7                                             | ЖК «Колбасино»                                | Девятівка                                     | 9                                             | Через вул. Молодіжну, Старий міст, Центр*** |
| 8                                             | ВАТ «Гродно Хімволокно»                       | Комбінат будівельних матеріалів               | 12,5                                          | *** |
| 9                                             | ВАТ «Гродно Хімволокно»                       | РУП «БелТАПАЗ»                                | 12,5                                          | *, **, *** |
| 10                                            | Фолюш                                         | Девятівка                                     | 10                                            | |
| 11                                            | Девятівка                                     | ВАТ «Гродно Азот»                             | 7,5                                           | * |
| 12                                            | ВАТ «Гродно Хімволокно»                       | Девятівка                                     | 13                                            | Через Новий міст, Форти*** |
| 13                                            | Фолюш                                         | Вулиця Переможна                              | 7                                             | Відкритий 16.01.2012 за маршрутом «Фолюш — Вул. Молодіжна». З 03.08.2013 курсує в прямому напрямку: Фолюш — вул. Лізи Чайкіної — пл. Декабристів — вул. Поповича — вул. Радянських прикордонників — вул. Горнових — вул. Мостова — пл. Радянська — вул. Карла Маркса — просп. Космонавтів. У зворотному напрямку: просп. Космонавтів — вул. Кірова — пл. Радянська — вул. Мостова — вул. Горнових — вул. Радянських прикордонників — вул. Поповича — пл. Декабристів — вул. Лізи Чайкіної — Фолюш. Відкритий з 15.01.2012 |
| 14                                            | ЖК «Колбасино»                                | Девятівка                                     | 11                                            | Відкритий 02.01.2012 за маршрутом «Будівельний ліцей — Бульвар Ленінського Комсомолу». З 01.08.2012 маршрут подовжено до Комбінату будівельних матеріалів. 18.10.2014 маршрут № 14 «Будівельний ліцей — Комбінат будівельних матеріалів» перетворений в «Будівельний ліцей — Девятівка» і прямує у прямому напрямку: Будівельний ліцей — бульв. Ленінського Комсомолу (без змін), далі: вул.Дубко — вул. Дзержинського — Девятівка і назад в тому ж напрямку. 12.05.2018 зупинка Будівельний ліцей перейменована в Політехнічний коледж. 16.07.2020 маршрут подовжено до ЖК «Колбасино». |
| 15                                            | Фолюш                                         | Вулиця Молодіжна                              | 10                                            | Відкритий 16.01.2012 за маршрутом «Форти — Вул. Молодіжна» . Відновлений з 11.06.2013 і курсує в прямому напрямку: Фолюш — вул. Лізи Чайкіної — пл. Декабристів — вул. Поповича — вул. Весняна — вул. Фестивальна — вул. Болдіна — БЛК — вул. Горького — вул. Островського — вул. Дзержинського — вул. Соціалістична — вул. Карла Маркса — вул. Молодіжна. У зворотному напрямку: вул. Молодіжна — вул. Кірова — пл. Радянська — вул. Велика Троїцька — вул. Віленська — вул. Горького — БЛК — Форти — вул. Болдіна — вул. Весняна — вул. Поповича — пл. Декабристів — вул. Лізи Чайкіної — Фолюш*. |
| 16                                            | ВАТ «Гродно Хімволокно»                       | Вулиця Молодіжна                              | 6,5                                           | Відкритий 16.01.2012. Був тимчасово скасований з 13.04.2015. З 03.08.2013 курсує в прямому напрямку: ВАТ «Гродно Хімволокно» — вул. Славинського — просп. Клєцкова — просп. Янки Купали — вул. Перемоги — вул. Горнових — вул. Мостова — пл. Радянська — вул. Карла Маркса — вул. Молодіжна. У зворотному напрямку: вул. Молодіжна — вул. Кірова — пл. Радянська — вул. Мостова — вул. Горнових — вул. Перемоги — просп. Янки Купали — просп. Клєцкова — вул. Славинського — ВАТ «Гродно Хімволокно». Відновлений з 15.06.2015. З 2 червня 2018 було припинено курсування через зменшення пасажиропотоку на літній період. З 4 березня 2018 працює лише у вихідні дні.                                                                          |
| 17                                            | Девятівка                                     | Вулиця Молодіжна                              | 6                                             | Відкритий 16.01.2012. З 03.08.2013 курсує в прямому напрямку: Девятівка — вул. Дзержинського — вул. Дубко — вул. Горького — вул. Островського — вул. Дзержинського — вул. Соціалістична — вул. Карла Маркса — вул. Молодіжна. У зворотному напрямку: вул. Молодіжна — вул. Кірова — пл. Радянська — вул. Велика Троїцька — вул. Віленська — вул. Максима Горького — вул. Дубко — вул. Дзержинського — Девятовка*. З 2 червня 2018 було припинено курсування через зменшення пасажиропотоку на літній період. З 4 березня 2018 працює лише у вихідні дні. |
| 18                                            | Комбінат будівельних матеріалів               | Вулиця Переможна                              | 7,5                                           | Через вул. Дубко*. Відкритий 18.06.2016 З 04.09.2023 курсує в прямому напрямку: КБМ — вул. Санаторна — вул. Максима Горького — вул. Островського — вул. Дзержинського — вул. Соціалістична — вул. Карла Маркса — пр-т Космонавтів — вул. Переможна. У зворотному напрямку: вул. Переможна — пр-т Космонавтів — вул. Кірова — пл. Радянська — вул. Велика Троїцька — зав. Віленський — вул. Максима Горького — вул. Санаторна — КБМ. |
| 19                                            | Девятівка                                     | Вулиця Переможна                              | 5,5                                           | Відкритий 18.06.2016* |
| 20                                            | Девятівка                                     | Вишнівець                                     | 11,5                                          | Відкритий 26.01.2017 року через вул. Хіміків — вул. Кабяка — Індурське шосе — просп. Клєцкова — Румльово — вул. Магістральна — вул. Брикеля — вул. Дзержинського. Ділянки без контактної мережі тролейбуси долають на автономному ходу. На маршруті працюють 4 машини. |
| 21                                            | Ольшанка                                      | Заводоуправління ВАТ «Гродно Азот»            | 14                                            | Відкритий 05.11.2019 року за маршрутом «Ольшанка — КПП № 14 ВАТ «Гродно Азот»». 15.06.2022 маршрут скорочено до Заводоуправління ВАТ «Гродно Азот» та курсує через вул. Богушевича — вул. Наполеона Орди — вул. Велику Ольшанку — вул. Гродненську — просп. Івана Лєбєдєва — вул. Славинського — просп. Клєцкова — Румльово — просп. Космонавтів — ВАТ «Гродно Азот». Ділянки без контактної мережі тролейбуси долають на автономному ходу. |
| 22                                            | Ольшанка                                      | Собор                                         | 12,5                                          | Відкритий 05.11.2019 року за маршрутом «Ольшанка — ТЦ «Корона»». 02.07.2022 маршрут подовжено до Собору. Курсує: вул. Богушевича — вул. Наполеона Орди — вул. Велика Ольшанка — вул. Гродненська — просп. Івана Лєбєдєва — вул. Славинського — просп. Клєцкова — Румльово — ТЦ «Корона» — просп. Космонавтів — вул. Будьонного — (кільце: вул. Леніна — Собор — вул. Ожешко — вул. Будьонного). Ділянки без контактної мережі тролейбуси долають на автономному ходу. |
| 23                                            | Вулиця Одельська                              | Грандичі-3                                    | 23                                            | Відкритий 11.01.2020 року за маршрутом «Гродножитлобуд — Девятівка-5». 09.05.2020 маршрут подовжено до вул. Саяпіна. 16.07.2020 маршрут подовжено до вул. Одельської. 01.09.2022 маршрут подовжено до Грандичів-3. Курсує: Вул. Вітчизняна — вул. Огінського — вул. Володимира Короткевича — вул. Гродненська — просп. Івана Лєбєдєва — вул. Маслакова — вул. Суворова — вул. Ольги Соломової — вул. Лізи Чайкіної — пл. Декабристів — вул. Поповича — вул. Весняна — вул. Фестивальна — вул. Болдіна — БЛК — вул. Дубко — вул. Дзержинського — вул. Курчатова — вул. Тавлая — вул. Білі Роси — вул. Глухова — вул. Макарової — вул. Старомалищинська — просп. Курловича. Ділянки без контактної мережі тролейбуси долають на автономному ходу. |
| 24                                            | ВАТ «Гродно Хімволокно»                       | Вулиця Макарової                              | 12                                            | Відкритий 05.01.2022 року і прямує через вул. Славінського — просп. Клєцкова — Румльово — вул. Магістральна — вул. Брикеля — вул. Тавлая — вул. Білі Роси — вул. Глухова. Ділянки без контактної мережі тролейбуси долають на автономному ходу. |
| 25                                            | Вишневець                                     | Колбасино                                     |                                               | Відкритий 01.05.2023 замість автобусного маршруту № 42 із залишенням незмінного маршруту руху: вул. Південна — Індурське шосе — просп. Клєцкова — просп. Румльовський — просп. Космонавтів — вул. Кірова — вул. Калючинська — вул. Стефана Баторія — вул. Мостова — вул. Горнових — вул. Радянських Прикордонників — вул. Соломової — вул. Суворова — вул. Кстинська. |

Примітки:
[*] — зважаючи на особливості забудови історичного центру Гродно, маршрути № 2, 3, 6, 7, 9, 11, 15, 17, 18, 19 курсують через вул. Дзержинського, пл. Леніна, вул. Соціалістичну, вул. Карла Маркса, а у зворотному напрямку — через вул. вул. Кірова, пл. Радянську, вул. Жовтневу, вул. Велика Троїцька, вул. Віленська.

[**] — маршрути № 7 і 9 на зупинці «вул. Молодіжна» курсують в обидва напрямки, у зв'язку з чим на лобовою склі машин даних маршрутів встановлюється табличка із зазначенням кінцевого пункту призначення, який також озвучується автоінформатор в салонах перед відправленням.

[***] — маршрути № 8, 9, 12, з 29 липня 2019 року, під час прямування від ВО «Хімволокно» заїжджають на проспект Янки Купали з оборотом по новому кільцю біля ТЦ «Triniti».

## Вартість проїзду

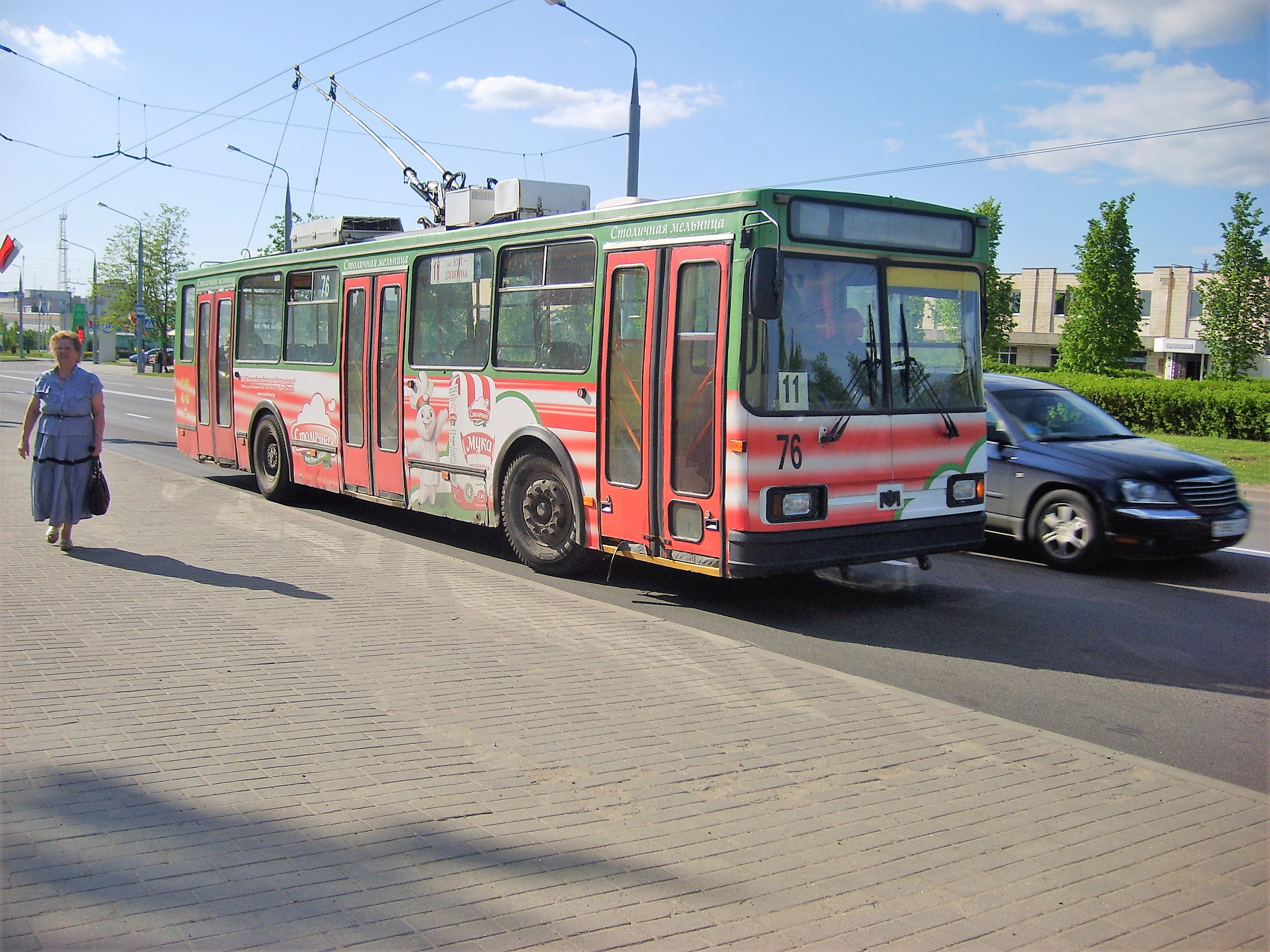
БКМ 20101 № 76 на маршруті № 11

| Динаміка вартості проїзду | Динаміка вартості проїзду       |
| Дата встановлення тарифу  | Вартість в кіоску / у водія, Br |
| ------------------------- | ------------------------------- |
| 1 березня 2010            | 600 / 650                       |
| 2 квітня 2011             | 700 / 750                       |
| 4 серпня 2011             | 750 / 800                       |
| 8 вересня 2011            | 800 / 850                       |
| 3 листопада 2011          | 1100 / 1150                     |
| 5 квітня 2012             | 1300 / 1400                     |
| 6 жовтня 2012             | 1400 / 1500                     |
| 29 травня 2013            | 1700 / 1900                     |
| 1 жовтня 2013             | 2200 / 2400                     |
| 3 грудня 2013             | 2700 / 3000                     |
| 29 березня 2014           | 3200 / 3500                     |
| 20 серпня 2014            | 3500 / 4000                     |
| 20 грудня 2015            | 4000 / 4500                     |
| 24 грудня 2016            | 0,45 / 0,50                     |
| 23 жовтня 2017            | 0,50 / 0,55                     |
| 29 листопада 2018         | 0,55 / 0,60                     |
| 15 грудня 2019            | 0,60 / 0,65                     |
| 29 листопада 2020         | 0,70 / 0,75                     |
| 10 квітня 2022            | 0,80 / 0,85                     |

## Рухомий склад

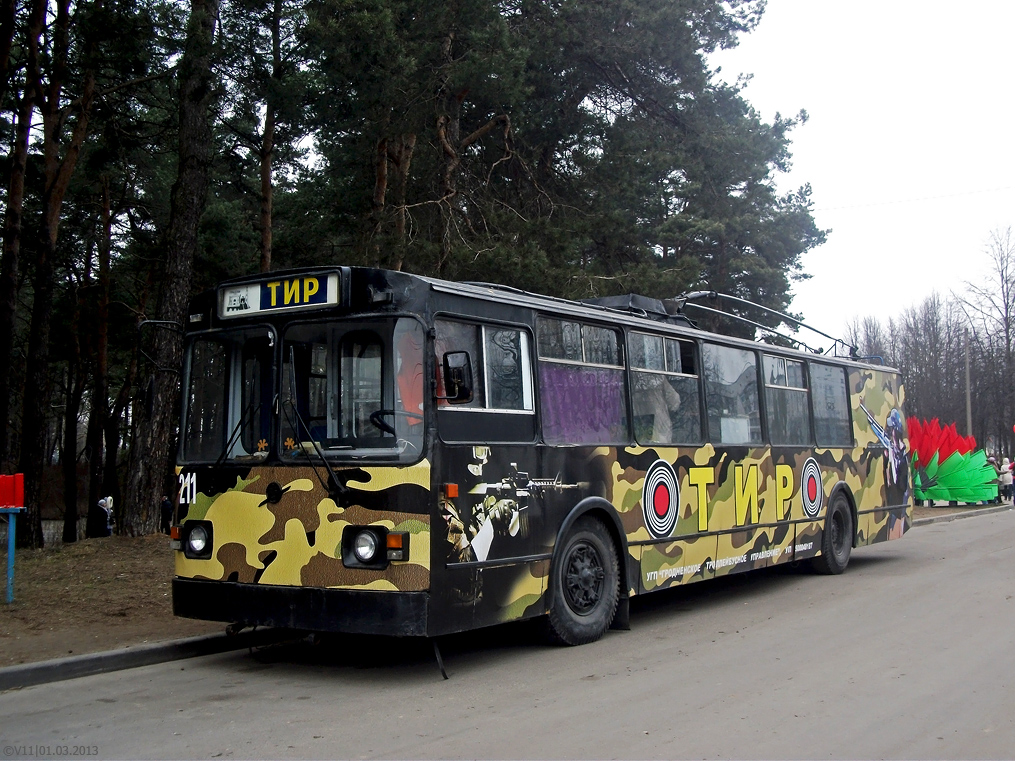
Тролейбус-«тир» ЗіУ-682Г (Г00) № 211

13 вересня 2013 року повністю виведено з експлуатації модель МАЗ 103Т.
13 січня 2015 року надійшов перший новий тролейбус моделі БКМ 321.
16 жовтня 2015 року припинено експлуатацію моделі тролейбуса БКМ-201А7.
12 січня 2017 року надійшли перші 3 тролейбуси моделі БКМ 32100D з опцією автономного ходу на акумуляторних батареях. Всього буде поставлено 5 машин, чотири з яких працюють на новому маршруті № 20, протяжність якого становить близько 23 км, в т. ч. 13 км без контактної мережі. Він з'єднує великі мікрорайони «Девятівка» і «Вишнівець». Всі 5 тролейбусів надійшли в місто до наприкінці січня 2017 року.
23 жовтня 2019 року надійшов перший новий тролейбус моделі МАЗ-203Т з автономним ходом.
В Гродно існує стандартна схема забарвлення рухомого складу — жовто-синя. Такий вибір пов'язаний з основними кольорами герба міста.
Станом на 2020 рік на балансі підприємства перебуває 135 тролейбусів, з них 2 не є лінійними (№ 33 «Весільний», № 211 «Тир»).
| Експлуатація рухомого складу | Експлуатація рухомого складу |
| Модель                       | Роки експлуатації            |
| ---------------------------- | ---------------------------- |
| ЗіУ-682Б                     | 1974—1989                    |
| ЗіУ-682В                     | 1981 — 2018                  |
| ЗіУ-682Г                     | 1991 — понині                |
| АКСМ-100                     | 1993—2011                    |
| АКСМ-101                     | 1994—2014                    |
| БКМ-201                      | 1996 — понині                |
| БКМ-321                      | 2000 — понині                |
| МАЗ-103Т                     | 2002—2013                    |
| БКМ-203Т                     | 2008 — понині                |
| БКМ-32100D                   | 2017 — понині                |
| МАЗ-203Т                     | 2019 — понині                |

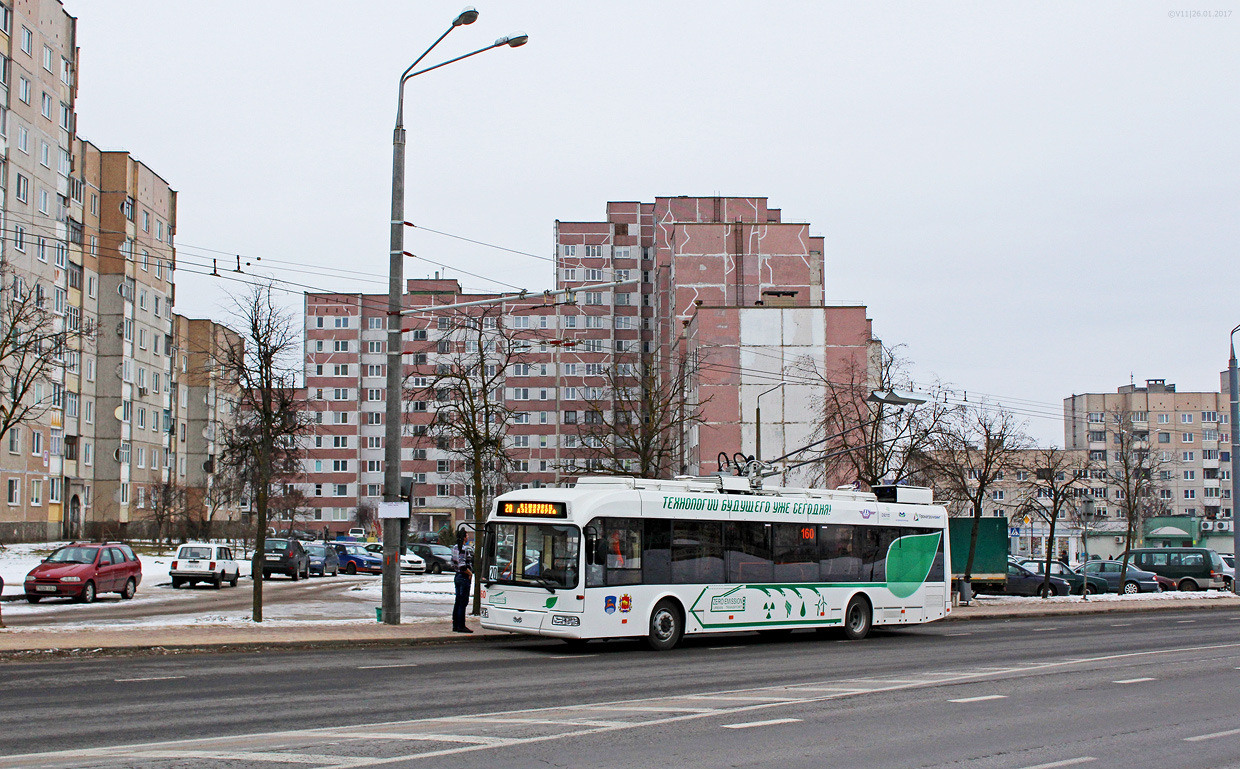
БКМ 32100D № 160 з автономним ходом на маршруті № 20

В Гродно є такі рідкісні тролейбуси, як: 
- найперший тролейбус моделі БКМ-201, БКМ-20101
- єдиний в Білорусі БКМ-32100С
- єдиний лінійний ЗіУ-682В-012 [В0А][7].

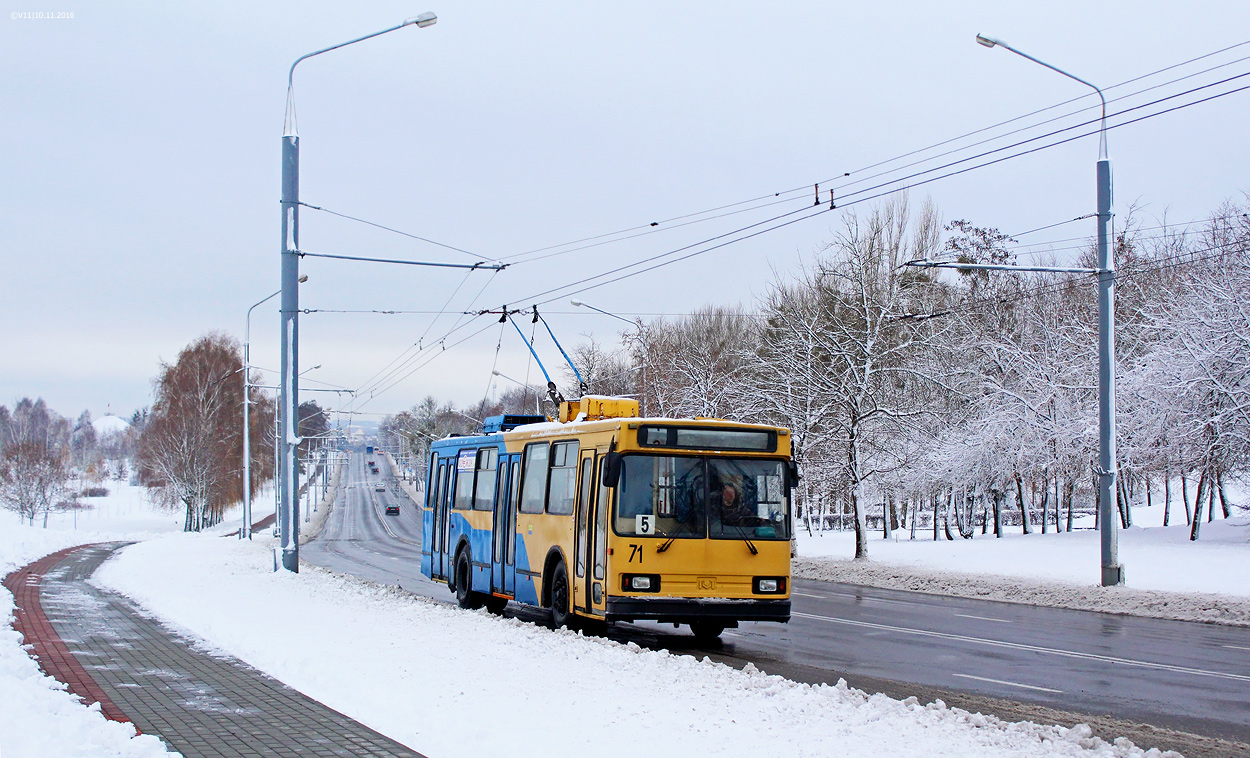
БКМ 20101 № 71 на маршруті № 5

Кількість тролейбусів в останні роки знижується.
| Роки | Кількість, шт. |
| ---- | -------------- |
| 2009 | 148            |
| 2011 | ▲ 168          |
| 2013 | ▼ 151          |
| 2015 | ▼ 143          |
| 2016 | ▼ 137          |
| 2017 | ▲ 140          |
| 2018 | ▼ 135          |
| 2019 | ▬ 135          |
| 2020 | ▬ 135          |

Унікальні тролейбуси

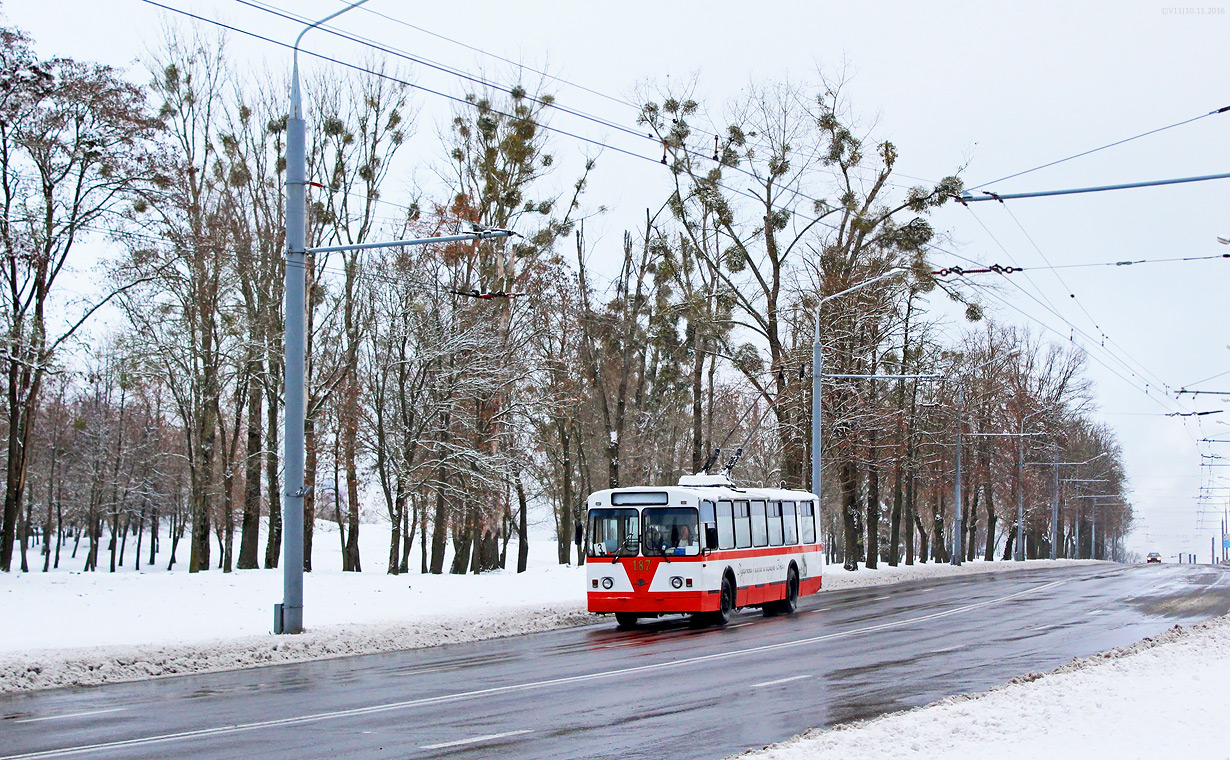
Ретро-тролейбус ЗіУ-682В-012 (В0А) № 187

- Єдиний діючий екземпляр під № 187 «Ретро-тролейбус», пофарбований, як перші тролейбуси міста. На вікнах розклеєні старі фотографії міста і тролейбусної мережі. У салоні розміщений плакат, на якому зображені всі проїзні документи Гродно. На борту нанесений напис біл. «Падарожжа ў мінулае па маршруце "Ретро"» (укр. «Подорож в минуле по маршруту "Ретро"»). Зовні на задній частині тролейбуса розміщена інформація про даний транспортний засіб, як його модель і рік побудови, який зазначений з помилкою: 1990, а не 1989, як насправді. Пройшов КВР в березні 2013 року, після чого і став «ретро-тролейбусом». На даний момент є найстарішим тролейбусом в Гродно.
- БКМ 203Т № 02 [Архівовано 12 травня 2018 у Wayback Machine.] — поклав початок випуску тролейбусів моделі МАЗ-ЕТОН Т203. Був випущений в кузові автобуса МАЗ 203 з порожнім відсіком для двигуна в салоні.
- АКСМ-201 № 07 [Архівовано 19 травня 2018 у Wayback Machine.] — відкривав тролейбусний рух в Гродно, заводський № 1 (1996 року побудови). Пройшов КВР у 2011 році. На даний час списаний.
- БКМ 32100С № 16 [Архівовано 31 травня 2018 у Wayback Machine.] — унікальний для Республіки Білорусь. З 84 екземплярів цієї моделі 83 працюють в Белграді (Сербія). Даний тролейбус спочатку планувалося продати в Севастополь або Чернігів, проте в підсумку він відправився в Гродно.
- БКМ 20101 № 27 [Архівовано 28 жовтня 2017 у Wayback Machine.] — самий останній випущений тролейбус, зав. № 372.
- БКМ 20101 № 33 [Архівовано 20 травня 2018 у Wayback Machine.] —  «весільний». На колесах є оригінальні ковпаки, всередині є столики, сам тролейбус яскраво забарвлений як зовні, так і всередині. Може замовлятися для проведення весіль, екскурсій тощо. На звичайних лініях не працює.
- ЗіУ-682Г (Г00) № 211 — тролейбус—«тир» пофарбований за спеціальною схемою. Ззаду зашиті кілька вікон (задні і два бокових), також відсутні середня і задня двері, є лише передня. В даному тролейбусі за деяку плату можна повправлятися у влучності стрільби, діють знижки для школярів. Тир на колесах можна побачити на багатьох міських святах, спеціально для нього на площі Радянській був побудований відрізок контактної мережі довжиною 30 м.

- БКМ 32102 № 43 [Архівовано 29 червня 2018 у Wayback Machine.] —  мав заводський № 1. Були спроби відправити тролейбус на КВР, але по ряду причин цього не сталося, в результаті машина була списана у жовтні 2013 року.
- АКСМ 201А7 № 56 [Архівовано 4 червня 2018 у Wayback Machine.] — один з двох видозмінених тролейбусів цієї моделі з іншими дверима і вклеєним склом. Списаний у 2016 році. Єдиний тролейбус з такою зовнішністю залишився в Вітебську.
- ЗіУ-682Г-016 (017) № 215 [Архівовано 16 липня 2017 у Wayback Machine.], № 218 [Архівовано 16 липня 2017 у Wayback Machine.] — списані у грудні 2012 і квітні 2013 відповідно.
- АКСМ-101М № 243 [Архівовано 10 серпня 2019 у Wayback Machine.] — модернізований ЗіУ-682Г (Г00) у 2003 році на підприємстві «Белкомунмаш», пізніше пройшов повторний КВР на СП «Елефант». Списаний 12 березня 2014 року.
- ЗіУ-683В01 № 249 [Архівовано 23 лютого 2019 у Wayback Machine.] — один з чотирьох екземплярів даної моделі в Білорусі. Тролейбус-«гармошка» курсував в основному за маршрутами № 1 і № 11. Оскільки його експлуатація була технічно ускладнена у зв'язку з особливостями депо, у 2004 році тролейбус пройшов модернізацію і був перероблений в АКСМ-101М. Причіп був прибраний і з тих пір використовувався під невеликий склад на території депо. Після ремонту та обрізки тролейбус проїздив ще кілька років, працюючи вже на маршруті № 9. Списаний у червні 2011 року.

Крім цього, кілька років після відкриття тролейбусної системи в місті перебував ЗіУ-5Г № У1, переданий в Гродно у 1974 році і використовувався для навчання водіїв.

## Галерея

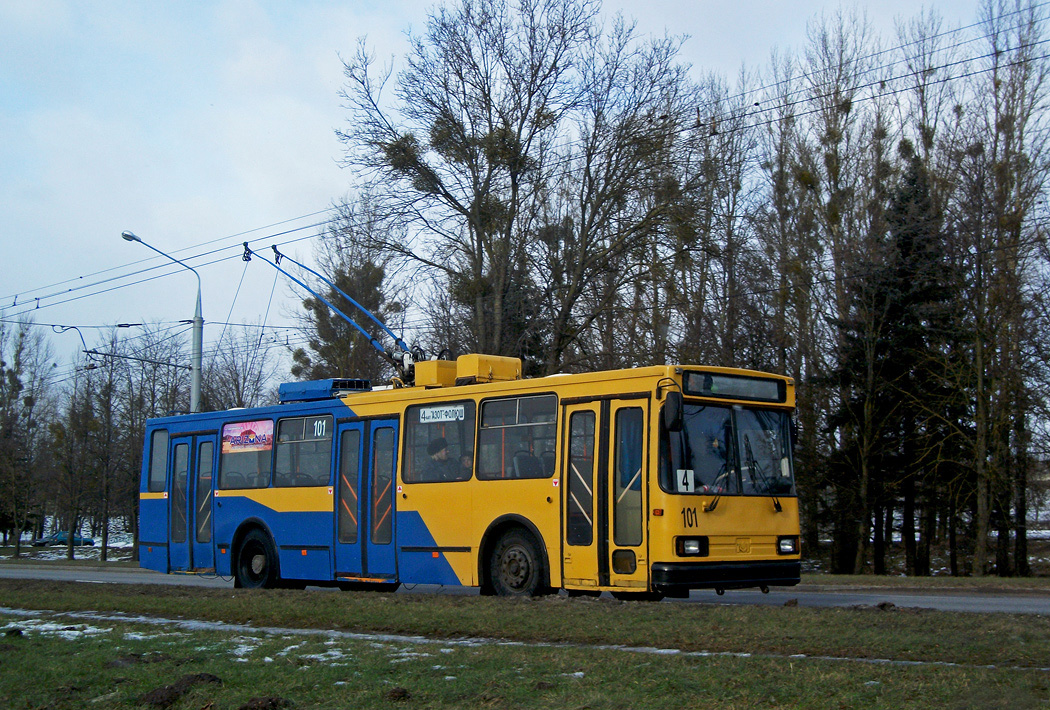
БКМ 20101
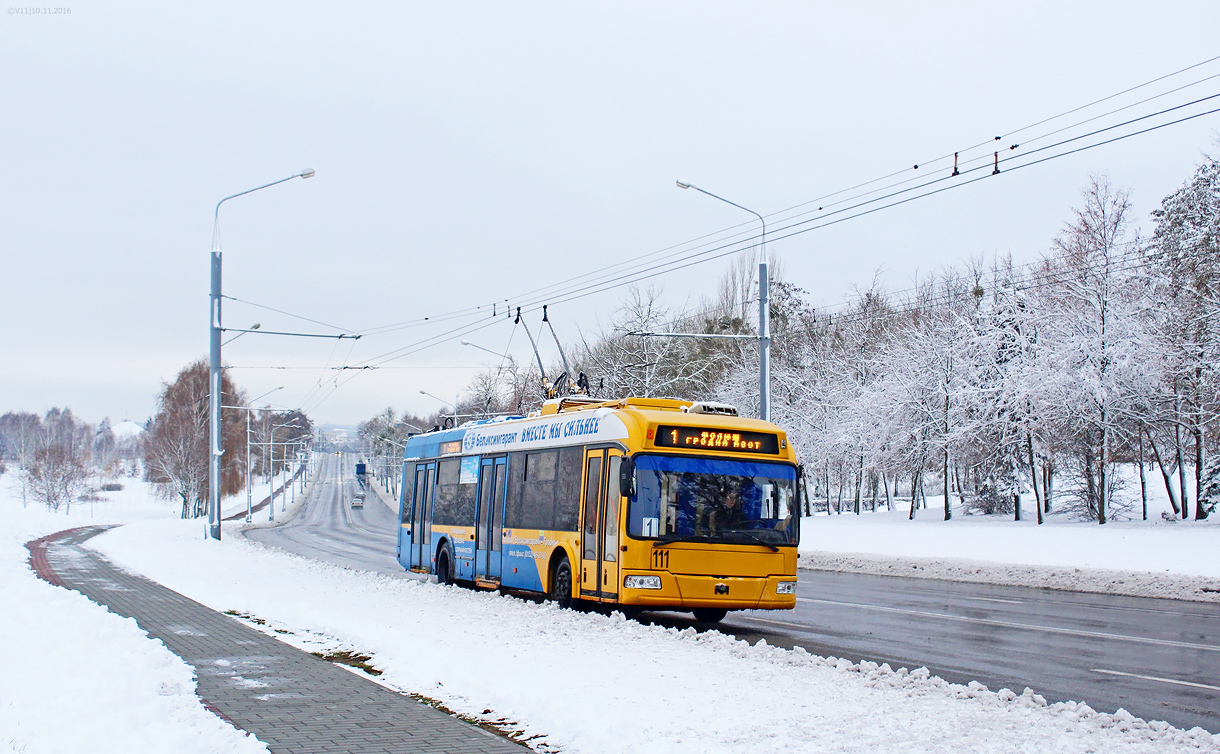
БКМ 321
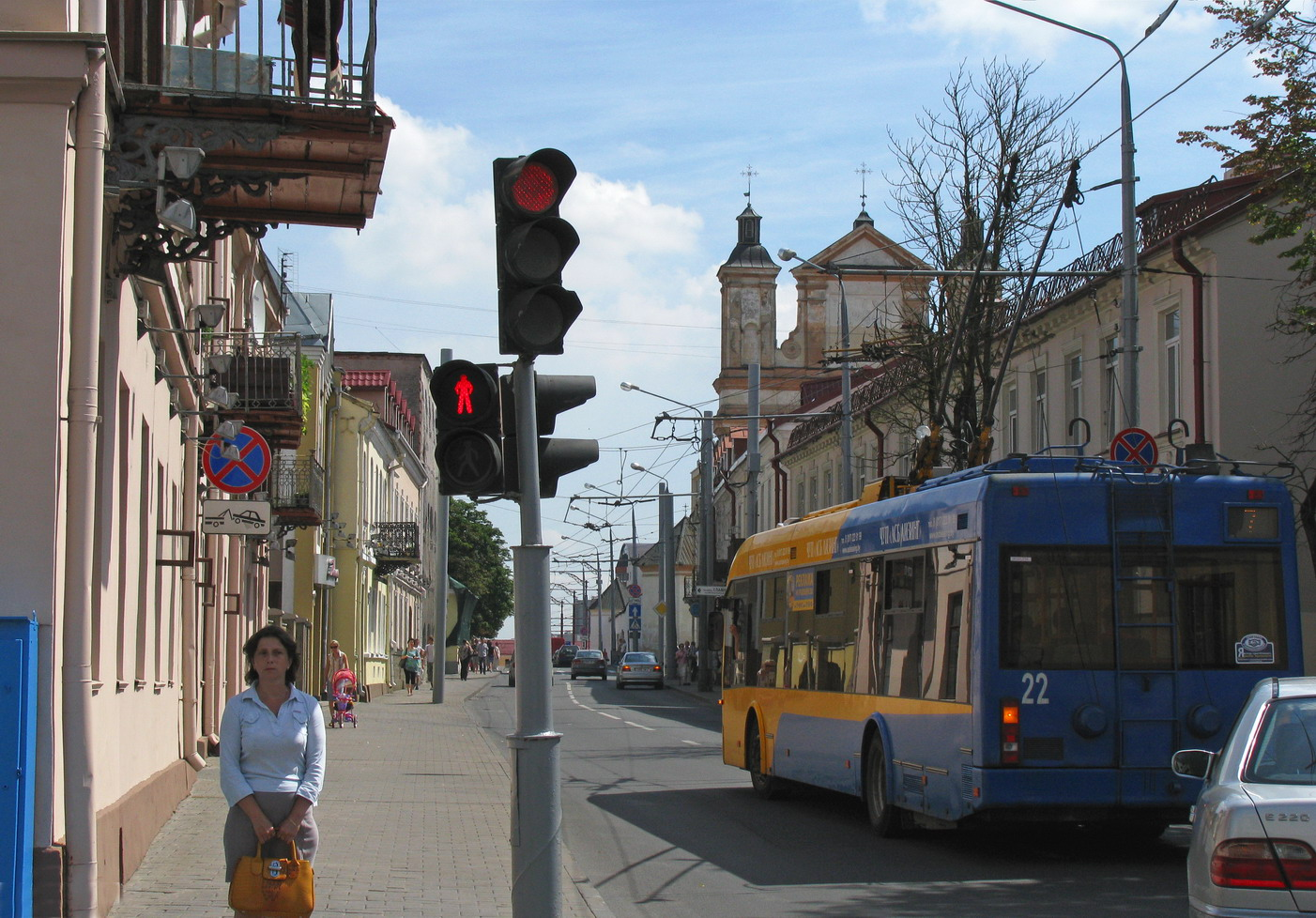
БКМ 321
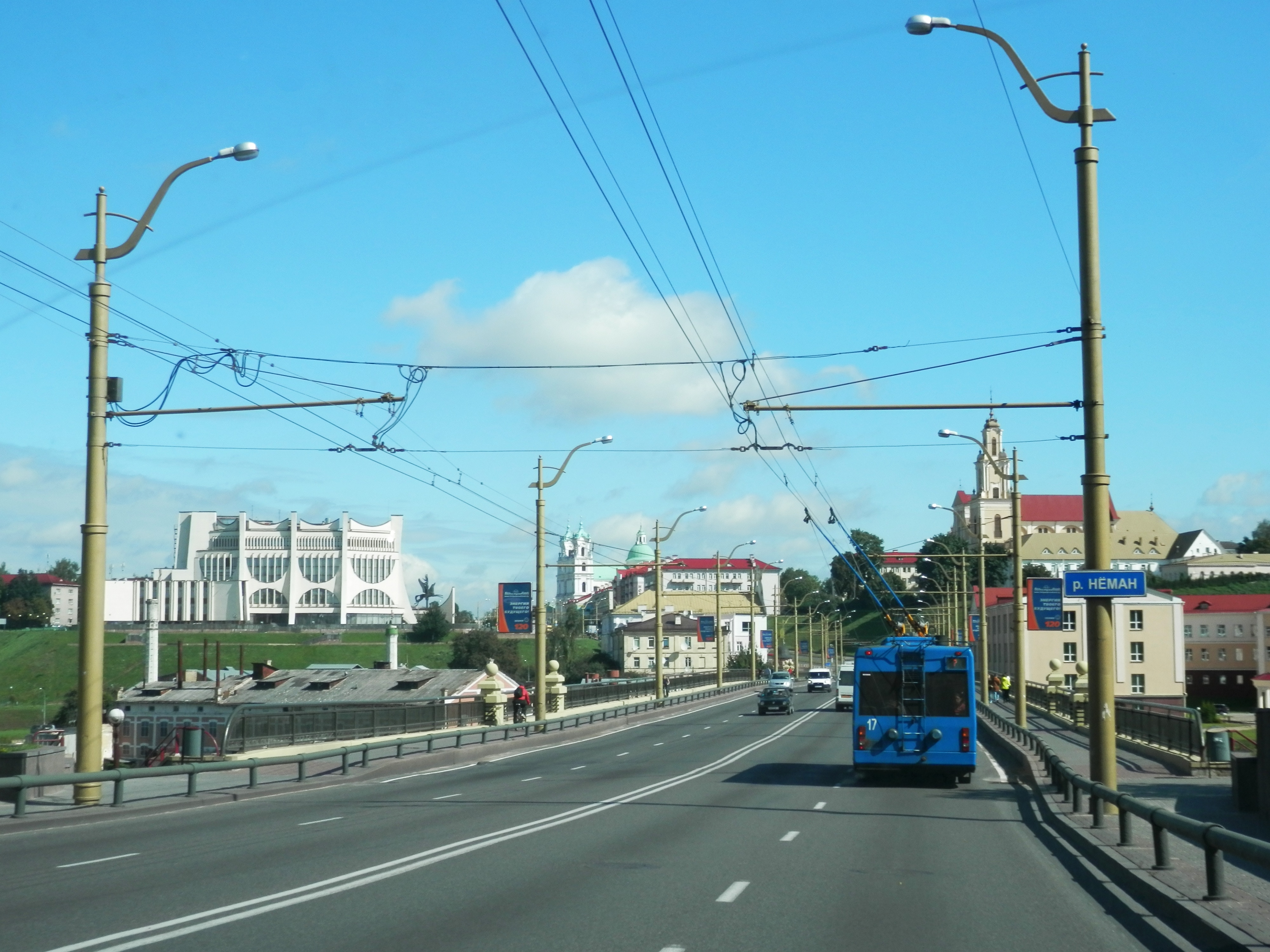
БКМ 321
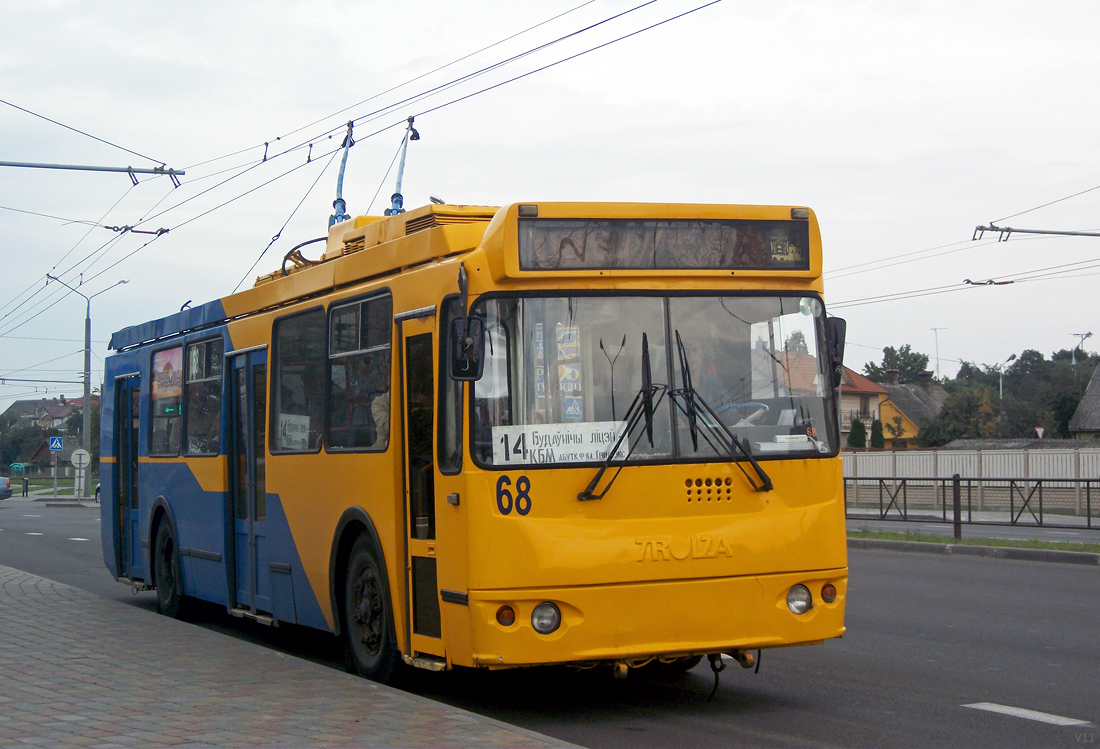
ЗіУ-682Г-016.02